# Journal of Plant Physiology
Journal of Plant Physiology — рецензируемый научный журнал, охватывающий все области физиологии растений. Был основан в 1909 году как Zeitschrift für Botanik и переименован в Zeitschrift für Pflanzenphysiologie в 1965 году, а в 1984 году получил свое нынешнее название. Публикуется Elsevier. Главными редакторами являются Герберт Дж. Кронзукер (Мельбурнский университет), Кристиан Вильгельм (Лейпцигский университет) и Чуньхун Янг (Китайская академия наук). По данным Journal Citation Reports, в 2016 году импакт-фактор составляет 3,121, а пятилетний импакт-фактор — 3,296. Кроме того, он имеет CiteScore 3,35.